# Boun
Pour l’article ayant un titre homophone, voir Boon.
Boun est une commune rurale située dans le département de Tô de la province de Sissili dans la région du Centre-Ouest au Burkina Faso.